# قائمة المبرهنات الرياضية
في ما يلي لائحة بالمبرهنات الرياضية:
1. مبرهنة آبل
2. مبرهنة الكاشي
3. مبرهنة ابري
4. مبرهنة باير
5. مبرهنة بايز
6. مبرهنة بيرنولي
7. مبرهنة بيزوت
8. مبرهنة برون
9. مبرهنة كنتور
10. مبرهنة كتالان
11. مبرهنة كوشي
12. مبرهنة أولير
13. مبرهنة فيرما
14. مبرهنة فيرما الأخيرة
15. مبرهنة كوس
16. حدسية كوس
17. مبرهنة هاملتون
18. مبرهنة هاين
19. مبرهنة كلين
20. مبرهنة كونيغ
21. حدسية كونيغ
22. مبرهنة هير
23. مبرهنة لايبنيز
24. مبرهنة الأعداد الأولية
25. مبرهنة باسكال
26. مبرهنة فيثاغورس
27. مبرهنة طاليس
28. مبرهنة الألوان الأربعة
29. مبرهنة رادون
30. مبرهنة الباقي الصيني
31. مبرهنة رول
32. مبرهنة شوارز
33. حدسية شوارز
34. مبرهنة سيمسون
35. مبرهنة ستاينر
36. مبرهنة تايلور
37. مبرهنة إقليدس
38. مبرهنة إتش
39. مبرهنة الأعداد الأولية
40. مبرهنة النهاية المركزية

## اقرأ أيضاً
- مبرهنة